# Stadtkirche Teichel

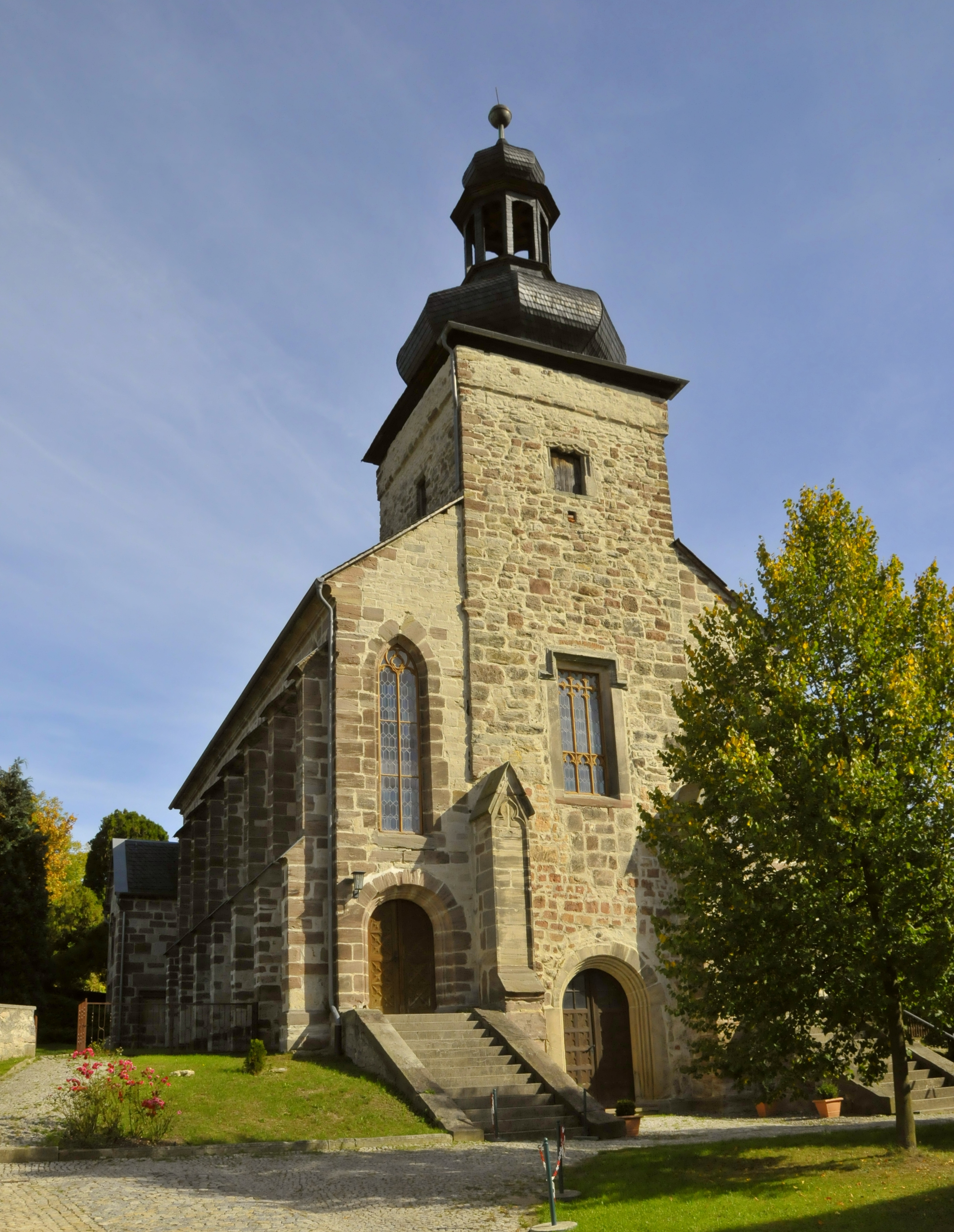
Die Stadtkirche

Die evangelische Stadtkirche Teichel steht im Stadtteil Teichel der Stadt Rudolstadt im Landkreis Saalfeld-Rudolstadt in Thüringen.

## Geschichte
Die spätgotische Stadtkirche wurde im Jahre 1448 gebaut. Sie hat einen im Jahre 1438 gebauten gut erhaltenen Kirchturm mit erneuerter Turmkrone.
Am 19. Juni 2013 wurde das 575-jährige Jubiläum der Stadtkirche gefeiert.

## Beschreibung
Die Hallenkirche mit drei Kirchenschiffen wurde zusammen mit den Nebenbauten des Turms in einer Länge von drei Jochen erbaut. In der Breite des Mittelschiffs schließt sich östlich ein dreiseitig geschlossener Chor an. Der Innenraum hat dreiseitig umlaufende zweigeschossige Emporen. Das Langhaus ist zwischen oktogonalen Säulen mit einem Gewölbe in einer Holzkonstruktion überspannt. Die Orgel mit 17 Registern, verteilt auf 2 Manuale und ein Pedal, wurde 1849 von Friedrich Wilhelm Dornheim gebaut.